# スタディオヌル・ラピド＝ジュレシュティ
スタディオヌル・ラピド＝ジュレシュティ（Stadionul Rapid-Giuleşti）は、ルーマニア・ブカレストにあるサッカー専用スタジアム。FCラピド・ブカレストのホームスタジアムとして使用されている。
2022年11月、スタジアムの5年間に渡る命名権を獲得したルーマニアのベッティング企業であるSuperbetによって、Superbetアレナ（Superbet Arena）の名称が使用されることとなった。

## 概要
2022年3月、スタディオヌル・ジュレシュティ＝ヴァレンティン・スタネスクの跡地に建設された。4つのスタンド全てが着席型の屋根に覆われたタイプとなっており、CSラピド・ブカレストによる運営・管理の下、FCラピド・ブカレストがホームスタジアムとして使用する。
2021-22シーズンにはクパ・ロムニエイの決勝が行われ、シェプシOSKがFCヴォルンタリを2-1で下して優勝を果たした。

## 開催された主なイベント

### サッカー
- 国際大会
  - UEFAネーションズリーグ2022-23

| 日付          | ホームチーム | 結果 | アウェーチーム | ラウンド   |
| ------------- | ------------ | ---- | -------------- | ---------- |
| 2022年6月11日 | ルーマニア   | 1-0  | フィンランド   | グループB3 |
| 2022年6月14日 | ルーマニア   | 0-3  | モンテネグロ   | グループB3 |

- 国内大会
  - クパ・ロムニエイ2021-22

| 日付          | ホームチーム | 結果 | アウェーチーム | ラウンド |
| ------------- | ------------ | ---- | -------------- | -------- |
| 2022年5月19日 | シェプシOSK  | 2-1  | FCヴォルンタリ | 決勝     |

## ギャラリー

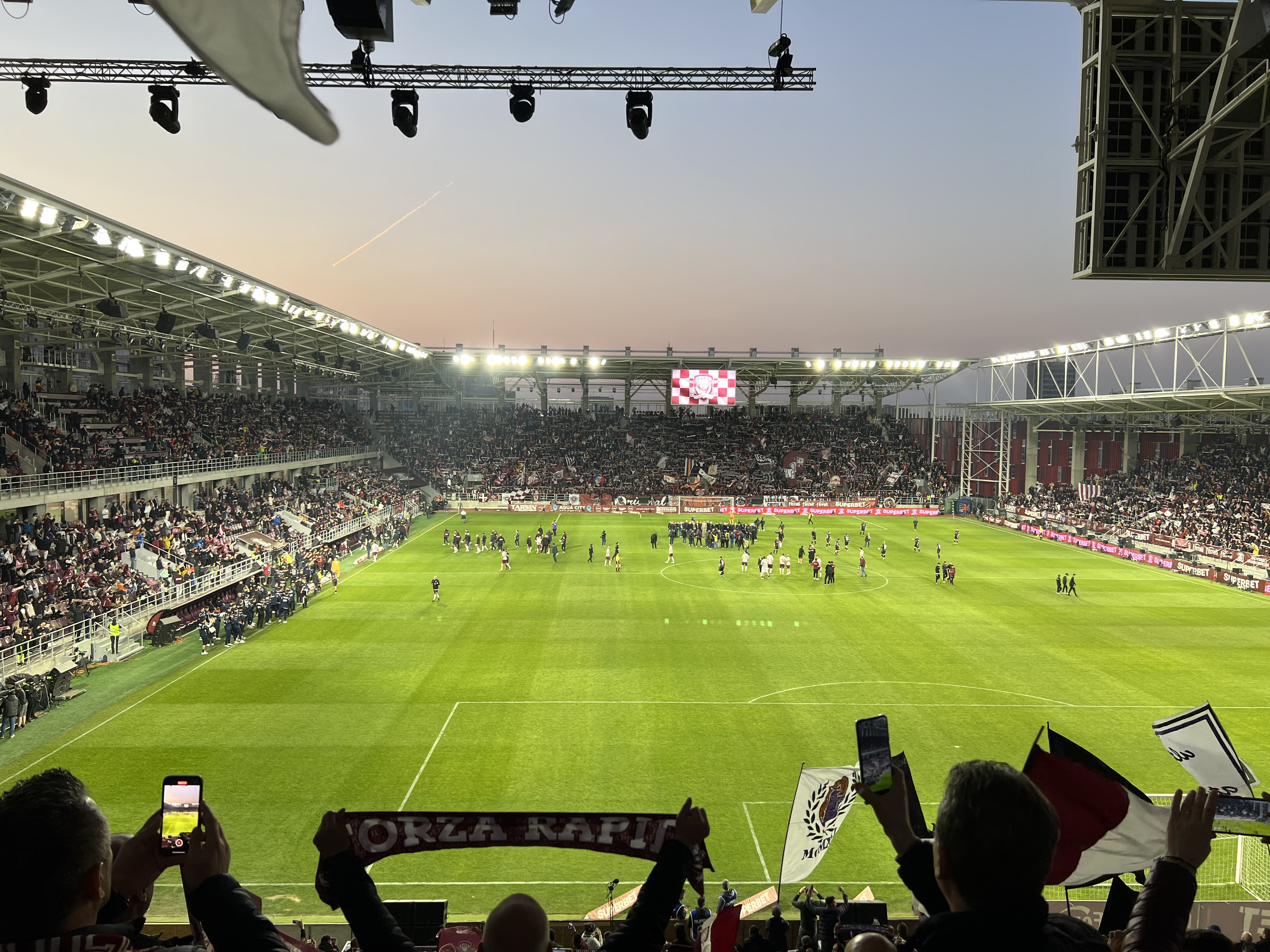
ピッチ
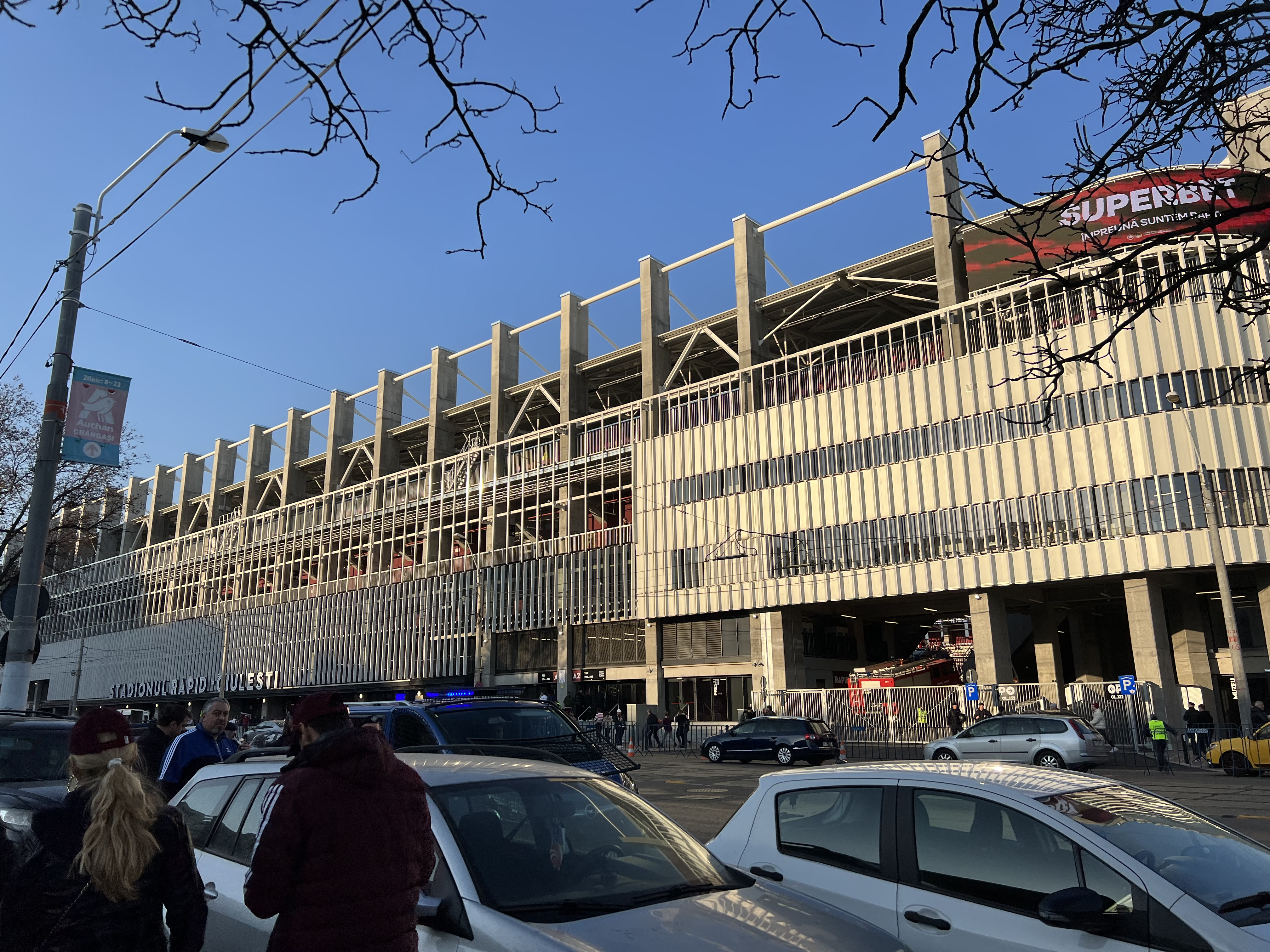
外観
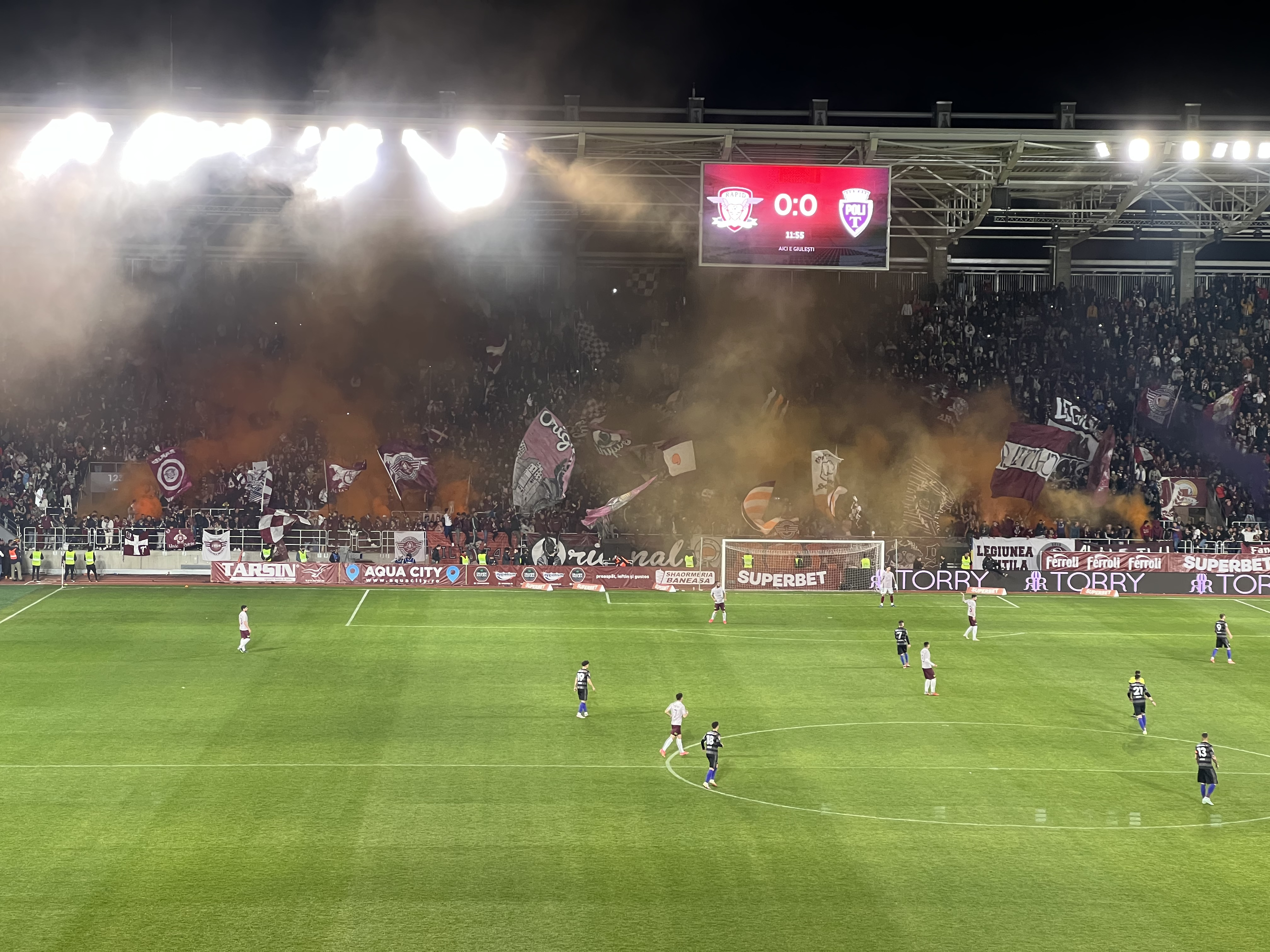
試合中のスタジアム
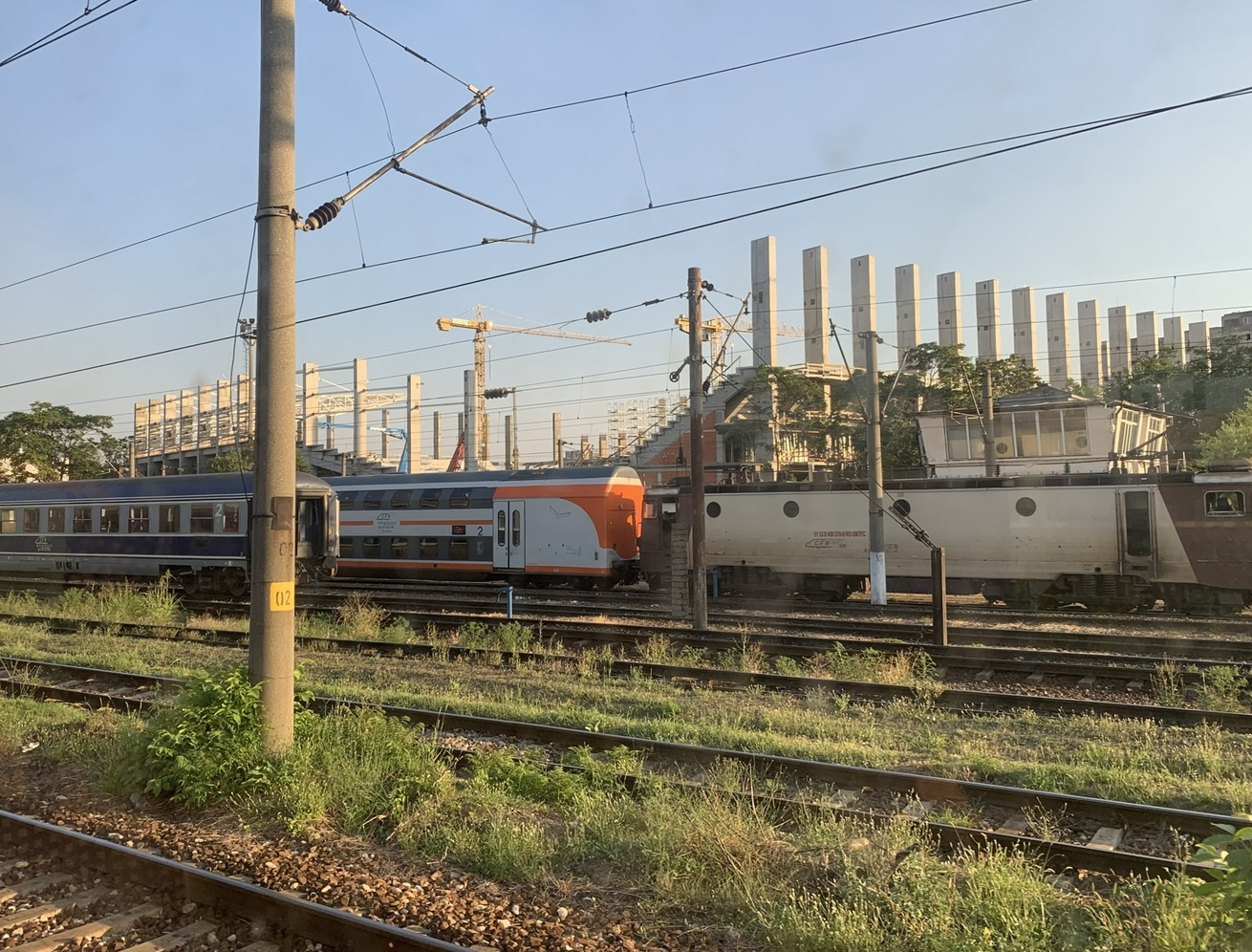
建設中のスタジアム